# فراسينو
فراسّينو هي بلدية (كوميون) في مقاطعة كونيو في منطقة بيدمونت الإيطالية، وتقع على بعد نحو 60 كيلومتر (37 ميل) جنوب غرب تورينو ونحو 30 كيلومتر (19 ميل) شمال غرب كونيو.
تقع فراسّينو على حدود البلديات التالية: بروساسكو، ميللي، سامبيري، سان داميانو ماكرا.